# SS Cotopaxi
La SS Cotopaxi è stata una nave merci, il cui nome deriva dall'omonimo vulcano appartenente alle Ande e situato in Ecuador. La nave scomparve nel dicembre del 1925 durante una tratta da Charleston, Stati Uniti d'America, a L'Avana, Cuba.

## Caratteristiche
La SS Cotopaxi era una nave di 2.351 tonnellate di stazza lorda. Fu costruita nel 1918 dalla Great Lakes Engineering Works per la Clinchfield Navigation Company. 
La Cotopaxi era lunga 77 metri per una larghezza di 13 metri circa. Il suo motore a vapore era in grado di spingerla fino a 9,5 nodi (17,6 km/h).

## La scomparsa
Il 29 novembre 1925 la nave partì da Charleston per andare a L'Avana, sotto il comando del capitano WJ Meyer. Trasportava un carico di carbone ed aveva un equipaggio di 32 uomini. Il primo dicembre la nave mandò un messaggio radio di soccorso, dicendo che stava imbarcando acqua nel corso di una tempesta tropicale. Da allora non si ebbero più tracce della Cotopaxi e fu dichiarata ufficialmente dispersa il 31 dicembre dello stesso anno.

## Il ritrovamento
Nel 2020 il biologo marino, fotografo e sommozzatore Michael C. Barnette, insieme allo storico britannico Guy Walters, avrebbe infine risolto il mistero trovando il relitto su fondale marino, raccontandolo in una nuova serie di documentari tv intitolata "Shipwreck Secretcs".

## Nell'immaginario collettivo
La scomparsa di questa nave non suscitò particolare interesse, se non quello di alimentare la leggenda del famoso "Triangolo delle Bermude". Tuttavia nel 1977 fu Steven Spielberg a dare un tocco di visibilità alla storia di questa nave dispersa molti anni prima, includendo la vicenda nel film Incontri ravvicinati del terzo tipo: nel film la nave viene ritrovata nel deserto del Gobi, probabilmente portata lì da forze extraterrestri.